# 2024년 에콰도르 분쟁
2024년 에콰도르 분쟁은 2024년 1월 9일부터 에콰도르에서 여러 조직 범죄 집단, 특히 로스 초네로스를 상대로 국가 정부와 무력 충돌이 발생하고 있는 것이다.
과야킬과 다른 지역 전역 에 걸쳐 무장 공격에 대한 보고가 널리 퍼져 있으며 주로 감옥, 시장, 도로, 대학에서 발생했다. 대규모 공격은 로스 초네로스 지도자 호세 아돌포 마시아스 비야마르가 과야킬에서 탈출한 데 대한 대응과 대통령 다니엘 노보아가 비상 사태를 선포한 후 내부 전쟁 상태를 선포한 것에 대한 대응이다.